# 第49期名人戦 (囲碁)
第49期名人戦（だい49きめいじんせん）は2024年に実施される第49期の七大棋戦「名人決定戦」で、「挑戦者」と第48期名人の両者が、挑戦手合七番勝負により名人のタイトル（第49期）を争う。
本棋戦の主催は朝日新聞社、日本棋院および関西棋院。前期まではスポンサー（明治）があったが、今期はノンスポンサー。

## 方式
- 参加棋士 : 日本棋院・関西棋院の棋士。
- 予選は、日本棋院と関西棋院それぞれで、予選C・B・Aを行い、その勝ち抜き者による合同の最終予選で4名の新規リーグ参加者を決める。
- 挑戦者決定リーグ戦は、前期シード者と新参加4名を加えた9名で行われ、同率の場合1位の場合プレーオフで挑戦者決定。それ以外は前期順位上位者が上位となる。
- コミは6目半。
- 持時間はリーグ戦は各5時間、挑戦手合は各8時間の二日制。
- 優勝賞金 3000万円

## 挑戦者決定リーグ
今期のリーグ戦は前期挑戦手合敗者の井山と一力、余、山下、許のシード棋士5名と最終予選から勝ち上がりの志田、関、富士田、張の4名で2023年12月開幕。翌24年7月22日の一斉対局まで行われた。最終予選では福岡航太朗四段が河野臨に逆転負けし史上最年少リーグ入りを逃した。前期名人リーグ陥落のうち志田、富士田、張の3名がリーグ復帰。決勝で結城聡を破った関は初のリーグ入りとなった。なお関は12月6日に天元位を失冠している。
第8節で一力が余との全勝対決を制し、名人再挑戦に前進。最終節でも富士田に中押勝ちし第46期以来となる挑戦権を獲得。一方で最終予選からの勝ち上がり組は揃って陥落。
挑戦1名・陥落4名
| 枠 | 棋士           | 勝 | 負 | 0結 果0 | 1回戦       | 2回戦         | 3回戦       | 4回戦         | 5回戦         | 6回戦       | 7回戦       | 8回戦       | 9回戦         |
| -- | -------------- | -- | -- | ------- | ----------- | ------------- | ----------- | ------------- | ------------- | ----------- | ----------- | ----------- | ------------- |
| 1  | 井山裕太 王座  | 6  | 2  | 残留    | ○ 0 許      | Bye           | ● 先 0 一力 | ● 0 余        | ○ 0 張        | ○ 先 0 山下 | ○ 先 0 志田 | ○ 0 富士田  | ○ 先 0 関     |
| 2  | 一力遼 棋聖    | 8  | 0  | 挑戦    | ○ 先 0 張   | ○ 0 山下      | ○ 0 井山    | ○ 0 関        | ○ 0 志田      | Bye         | ○ 先 0 許   | ○ 先 0 余   | ○ 先 0 富士田 |
| 3  | 余正麒 八段    | 7  | 1  | 残留    | ○ 0 富士田  | ○ 0 張        | ○ 0 許      | ○ 先 0 井山   | Bye           | ○ 先0 志田  | ○ 先 0 関   | ● 0 一力    | ○ 先0 山下    |
| 4  | 山下敬吾九段   | 4  | 4  | 残留    | ○ 0 志田    | ● 先 0 一力   | Bye         | ○ 先 0 富士田 | ● 先 0 許     | ● 0 井山    | ○ 先 0 張   | ○ 0 関      | ● 0 余        |
| 5  | 許家元九段     | 5  | 3  | 残留    | ● 先 0 井山 | ○ 先 0 関     | ● 先 0 余   | ○ 先 0 志田   | ○ 0 山下      | ○ 0 富士田  | ○ 0 一力    | ○ 0 張      | Bye           |
| 6  | 関航太郎九段   | 1  | 7  | 陥落    | Bye         | ● 0 許        | ○ 0 志田    | ● 先 0 一力   | ● 先 0 富士田 | ● 先 0 張   | ● 0 余      | ● 先 0 山下 | ● 0 井山      |
| 6  | 張栩九段       | 2  | 6  | 陥落    | ● 0 一力    | ● 先 0 余     | ● 0 富士田  | Bye           | ● 先 0 井山   | ○ 0 関      | ● 0 山下    | ● 先 0 許   | ○ 先 0 志田   |
| 6  | 志田達哉八段   | 0  | 8  | 陥落    | ● 先 0 山下 | ● 先 0 富士田 | ● 先 0 関   | ● 0 許        | ● 先 0 一力   | ● 0 余      | ● 0 井山    | Bye         | ● 0 張        |
| 6  | 富士田明彦七段 | 3  | 5  | 陥落    | ● 先 0 余   | ○ 0 志田      | ○ 先 0 張   | ● 0 山下      | ○ 0 関        | ● 先 0 許   | Bye         | ● 先 0 井山 | ● 0 一力      |

井山は碁聖・十段、一力は天元・本因坊保持者。
（下線の側が先手 / ○：先手勝ち / ○：後手勝ち / ●：先手負け / ●：後手負け）

## 挑戦手合七番勝負
七番勝負の開催地は6月27日朝日新聞紙面及び朝日新聞デジタルで公表され、例年開幕局であったホテル椿山荘東京に代わり芝野の故郷相模原対局を市制施行70周年を記念し開幕。他に宮崎県高原町などで開催決定。
なお、応氏杯決勝五番勝負後半の関係上第5局以降の日程が変更の可能性があったが、応氏杯側が9月8・10・12日開催に前倒しすると発表。また芝野と一力は第31期阿含・桐山杯決勝（一力の半目勝ちで優勝）、第50期天元戦五番勝負（一力が3-1で防衛）も顔合わせている。
一力が通算4勝2敗で名人奪取。同時に四冠となり、治勲・文裕に次ぐ史上3人目の大三冠独占、史上9人目の名人本因坊となった
| ( | 0神奈川県0 相模原市緑区 | ) |

| ( | 0宮崎県0 高原町 | ) |

| ( | 0三重県0 鳥羽市 | ) |

| ( | 0大阪府0 守口市 | ) |

| ( | 0神奈川県0 箱根町 | ) |

| ( | 0千葉県0 木更津市 | ) |

| ( | 0山梨県0 甲府市 | ) |

黒：黒番 ／ 白：白番 ／  封 ：1日目 封じ手の手番
※第1局と第7局では手番の先後をニギリで決定。第4局までに決着した場合は第5-7局は実施されない。
就位式
- 2024年12月10日、東京・関口「ホテル椿山荘東京」

日本棋院理事長武宮陽光より允許状、朝日新聞社代表取締役会長中村史郎より賞金目録が一力に贈呈された。